# Privacy Badger
1. Privacy Badger è un'estensione libera per i web browser Google Chrome, Mozilla Firefox, Microsoft Edge e Opera, creata dalla Electronic Frontier Foundation. Il suo obiettivo è quello di individuare e bloccare contenuti di terze parti che monitorano l'attività dell'utente durante la navigazione. Privacy Badger tiene nota dei domini di terze parti che sono incorporati negli script, nelle immagini e nelle pubblicità dei siti visitati. Se sembra che un server di terze parti stia monitorando l'utente senza il suo consenso, l'estensione ne blocca il caricamento.

L'estensione ha un menù consultabile dall'utente, in cui i domini di terze parti sono divisi in tre categorie:
- Rosso: il contenuto di terze parti traccia l'attività dell'utente ed è stato quindi bloccato;
- Giallo: significa che il dominio di terze parti sembra stare cercando di rintracciare l'utente, ma il cookie è su una speciale "yellowlist" di Privacy Badger di domini di terze parti che, quando analizzati, sembravano essere necessari per la funzionalità Web. In tal caso, sulla Badger caricherà il contenuto dal dominio, ma cercherà di escludere i cookies di terze parti e referenti da esso;
- Verde: c'è un dominio di terze parti, ma non è ancora stata osservata un'attività tracciante su più siti internet.